# Korea Medaille (Denemarken)
De Korea Medaille (Deens: "Koreamedaillen" of uitgebreider "Erindringsmedaillen for deltagelse i hospitalskibet "Jutlandia" Ekspedition til Korea 1951- 1953") van Denemarken herinnert aan de Deense bijdrage aan de VN-vredesmacht in Korea.
De ronde zilveren medaille is 31 millimeter breed en werd op 17 januari 1956 door Koning Frederik IX van Denemarken ingesteld ter herinnering aan de VN-vredesoperatie die de Koreaanse Oorlog wordt genoemd. Denemarken zond het hospitaalschip Jutlandia. Het schip was tussen oktober 1950 en oktober 1953 actief als drijvend hospitaal. Het had 300 bedden, een staf van 100 artsen en verplegers, operatiekamers en tandheelkundige zorg.
Op de voorzijde van de door de Deense Munt geslagen medaille staat de kop van de stichter met het rondschrift "FRIDERICUS IX REX DANIAE". Op de afsnede staat de signatuur 'H. SALOMON'. De keerzijde is voorzien van de bij Deense medailles gebruikelijke gebruikelijke eikenkrans en de tekst JUTLANDIA" en "KOREA 1951-1953".
Er werden ongeveer 480 medailles uitgereikt. Dat gebeurde op voordracht van de Deense Minister van Buitenlandse Zaken die ook vreemdelingen mocht voordragen voor deze onderscheiding.
De opvarenden kwamen ook voor andere onderscheidingen waaronder de Korea Medaille van de Verenigde Naties in aanmerking. Negen Deense artsen waren later betrokken bij een gevangenenruil en ontvingen de "Dansk Rode Kors' mindetegn for krigsfangeudvekslingen i Korea 1953".
Medailles van Verdienste ·
Medaille voor Langdurige Dienst ·
Medaille "Ingenio et Arti" ·
Medaille voor Nobele Daden ·
Ereteken van het Deense Rode Kruis ·
Medaille van Verdienste voor de Groenlandse Onafhankelijkheid ·
Herinneringsmedaille aan de 70e Verjaardag van Hare Majesteit Koningin Margrethe
Herinneringsmedaille aan de 75e Verjaardag van Prins Henrik

Zie ook: Historische Orden van Denemarken · Onderscheidingen in Denemarken